# Formazione dei Savatage
Questa che segue è la lista di tutti i componenti della band heavy metal Savatage.

## Storica (1986-1992)
- Jon Oliva - cantante e tastierista
- Criss Oliva - chitarrista
- Johnny Lee Middleton - bassista
- Steve Wacholz - batterista

Questa formazione ha registrato gli album: Fight for the Rock, Hall of the Mountain King, Gutter Ballet, Streets: A Rock Opera. È stata la più longeva e produttiva nella storia della band, nonché è l'unica (con quella iniziale che aveva Keith Collins al basso) ad aver  presentato assieme i due fratelli Oliva membri fondatori.
Nel 1989 vi si è, temporaneamente, aggiunto, solo dal vivo, anche il chitarrista Chris Caffery per il tour dell'album Gutter Ballet.

## Ultima Stabile (1995-2000, 2015, 2025-in attività)
- Jon Oliva - voce, chitarra, tastiera
- Zachary Stevens - voce
- Chris Caffery - chitarra
- Al Pitrelli - chitarra
- Johnny Lee Middleton - basso
- Jeff Plate - batteria

Questa formazione ha registrato gli album: Dead Winter Dead, The Wake of Magellan.
Il successivo Poets and Madmen, non ha visto la partecipazione di Zachary Stevens. Le parti vocali furono ricoperte in studio da Jon Oliva e dal vivo da Damond Jiniya. Prima del tour di quest'album, anche Al Pitrelli lasciò la band ed al suo posto si alternarono diversi musicisti quali Jack Frost e Jeff Waters.
Questa è la line-up che si è ricostituita per il concerto al Wacken Open Air il 30 luglio 2015 e ha suonato assieme alla Trans-Siberian Orchestra.

## Ex componenti
- Criss Oliva - chitarra
- Steve Wacholz - batteria
- Keith Collins - basso
- Alex Skolnick - chitarra

## Ospiti e turnisti
- Robert Kinkel - tastierista (Hall of the Mountain King, Gutter Ballet, Streets: A Rock Opera, Dead Winter Dead, The Wake of Magellan, Poets and Madmen)
- Ray Gillen - cori ("Strange Wings", Hall of the Mountain King)
- Michael Reynolds - batterista (in tour per Hall of the Mountain King)
- John Zahner - tastierista (in tour per Streets)
- Wes Garren - chitarrista, tastierista (in tour per Edge of Thorns)
- Andy James - batterista (in tour per Edge of Thorns)
- Jeff Waters - chitarrista (in tour per Poets and Madmen)
- Jack Frost - chitarrista (in tour per Poets and Madmen)
- Damond Jiniya - voce (in tour per Poets and Madmen)